# Schlachthof (Weimar)
Der Schlachthof in Weimar gab der Schlachthofstraße 4–6 ihren Namen. Er war bis 1993 in Betrieb, bevor er ins Gewerbegebiet von Nohra gezogen ist (wo inzwischen die Produktion auch eingestellt worden ist.) Unter den auf sie stoßenden Querstraßen zählen die Carl-von-Ossietzky-Straße und die Meyerstraße. Sie reicht von der Bahnstraße bis Am Kirschberg bzw. der Eduard-Rosenthal-Straße.

## Geschichte
Er wurde durch die Fleischerinnung erbaut. Der Architekt war Otto Minkert. Im Jahre 1899 erwarb die Stadt Weimar den Betrieb und führte diesen als Dienstleistungsbetrieb für Schlachtungen. Diese Anlage ersetzte das unzulänglich gewordene Schlachthaus, das die herzogliche Fleischerinnung schon 1780 in einem herzoglichen Reithaus am Kegelplatz einrichtete. Das noch erhaltene Kühlhaus ist beeindruckend. Das Verwaltungsgebäude wurde 1886/87 im Stil der Neurenaissance errichtet. Ein Ziegelbau besitzt an der zur Carl-von-Ossietzky-Straße ausgerichteten Fassade drei Tondi mit einem Rinds-, Schafs- und Schweinskopf, womit zugleich der Zweck der Anlage auch am Gebäude dokumentiert wurde. Eine Übernahme durch die Stadt Weimar erfolgte ab 1900. Im Jahr 1951 erfolgte die Umwandlung in einen volkseigenen Betrieb, nach Enteignung der Thüringer Fleischwarenfabrik KG Ernst und Karl Daniel Weimar im Jahre 1948. Außer dem Kühlhaus, das wohl  noch  heute  genutzt wird,  und dem Verwaltungsgebäude gehören die Schlachthalle ein Werkstattgebäude Werkstattgebäude, ehem. Freibank und die Umfassungsmauer zur Straße und die Hofgestaltung zu dem Komplex. Der Schlachthof steht auf der Liste der Kulturdenkmale in Weimar (Einzeldenkmale). Das Kühlhaus entstand 1939/41 nach einem Entwurf von Hermann Gieseler.
Auf dem Gelände des alten Schlachthofes entsteht das Kirschbergquartier. Die Gesamtfläche beträgt 66 ha. Mit ca. 500 Wohnungen handelt es sich um eines der größten Stadtentwicklungsprojekte in Mitteldeutschland. Dort soll es laut Stadtrat Weimar auch einen zu Ehren von Wolfgang Borchert benannten Wolfgang-Borchert-Bogen geben.
Am alten  Schlachthof gibt es eine Bushaltestelle der Linie 3.

Schlachthof in Weimar
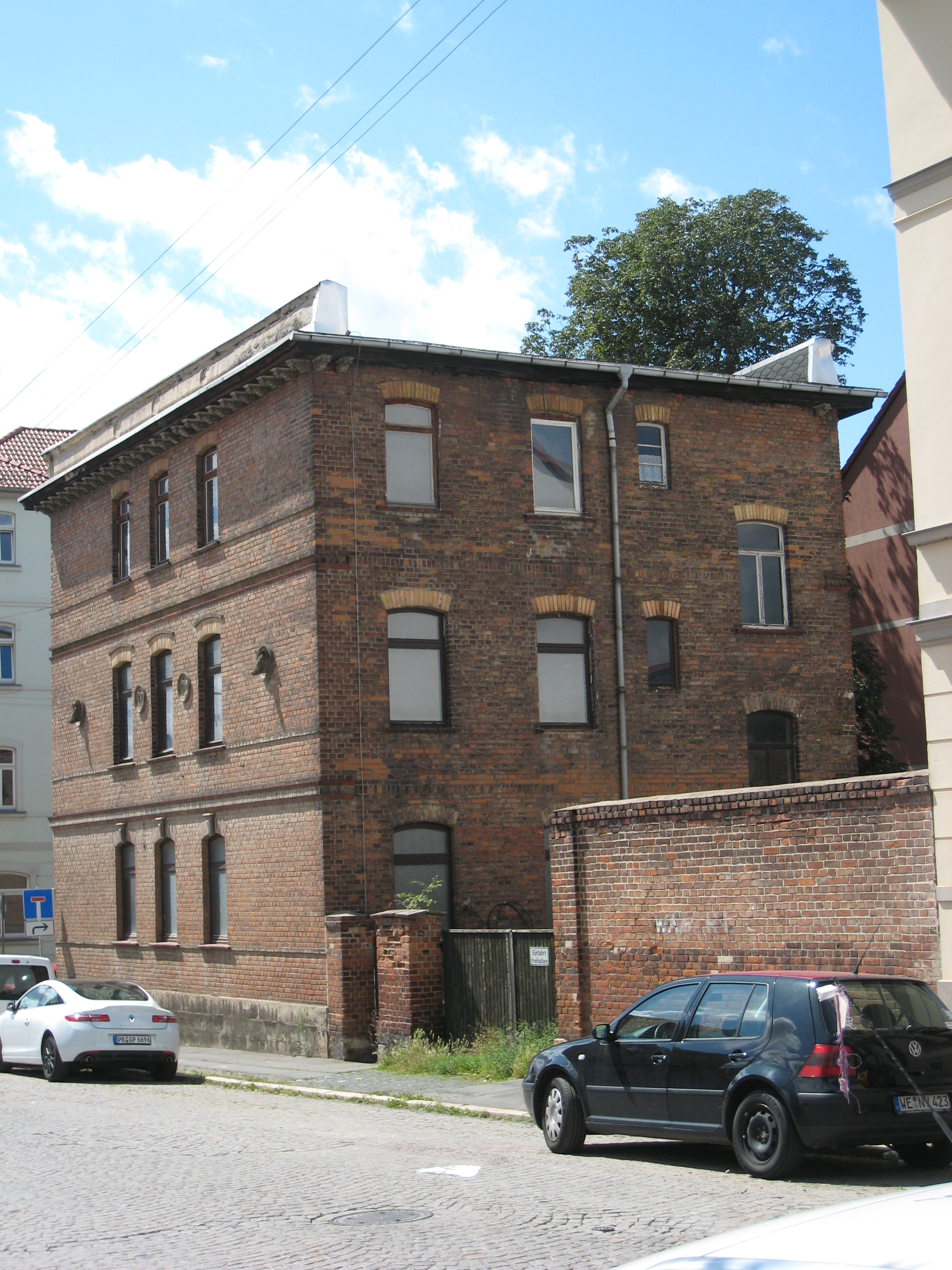
Nebengebäude Ecke Ossietzkystraße/ Schlachthofstraße mit Umfassungsmauer (2021)
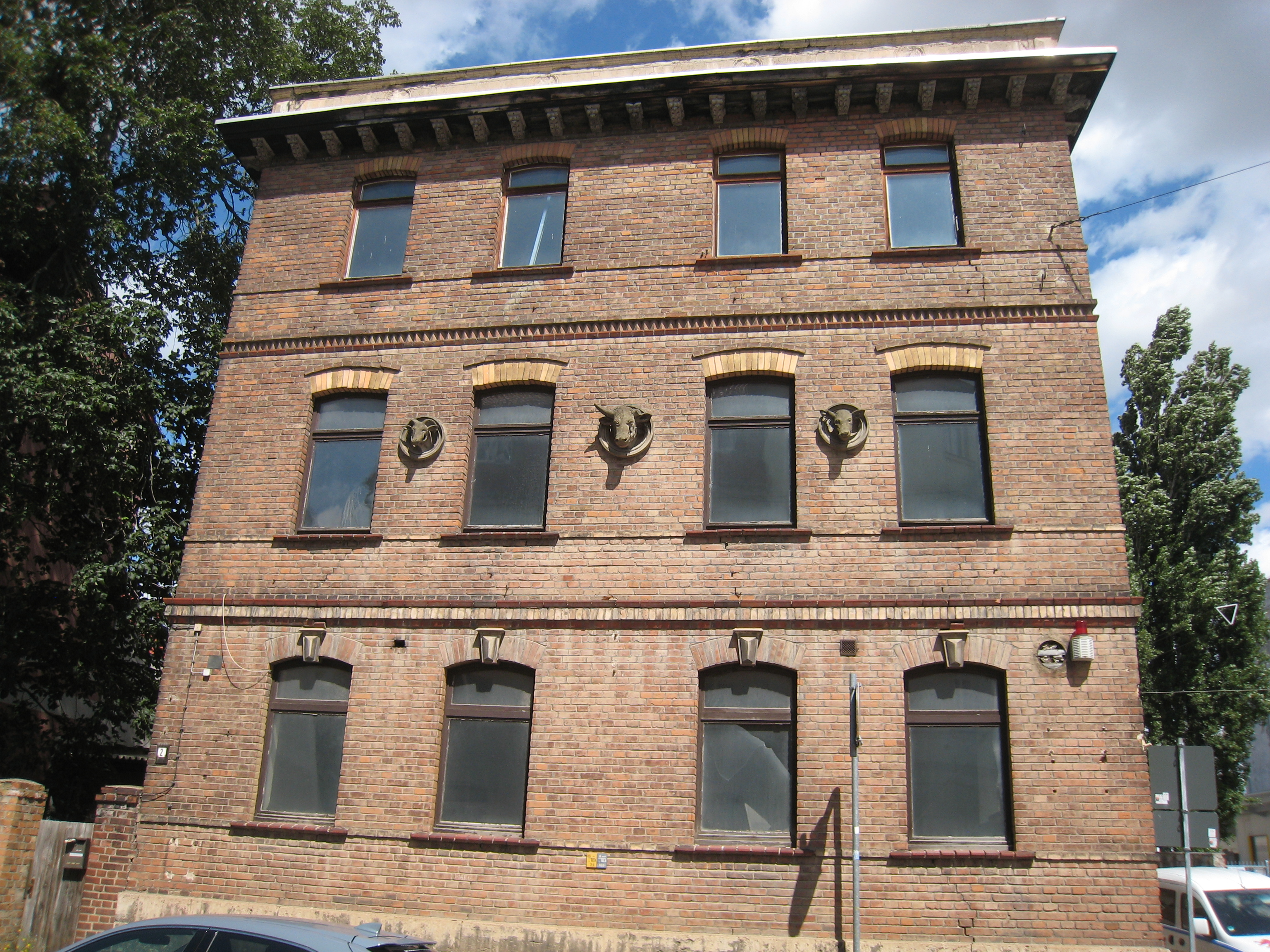
Fassadendetail (2021)
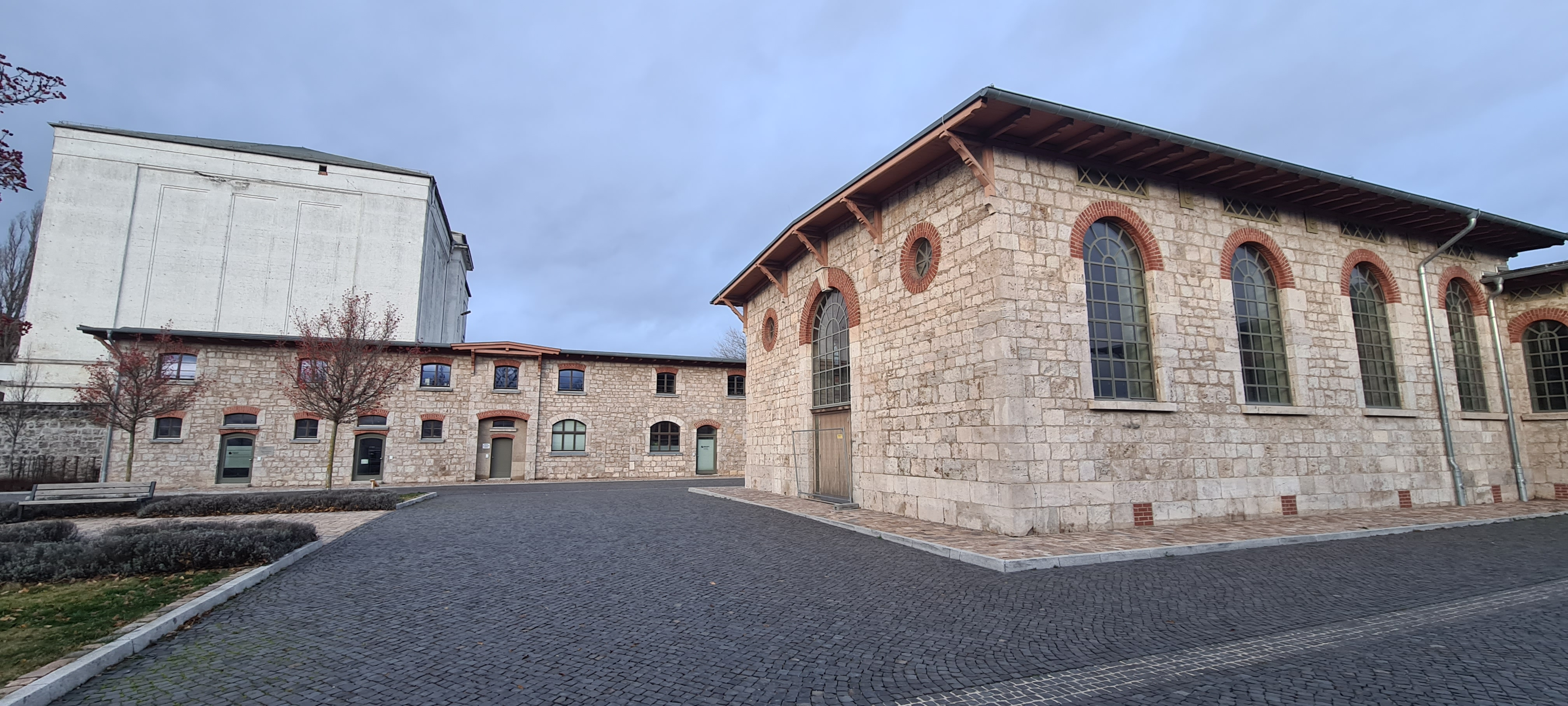
Auf dem restaurierten Schlachthofgelände (2023)
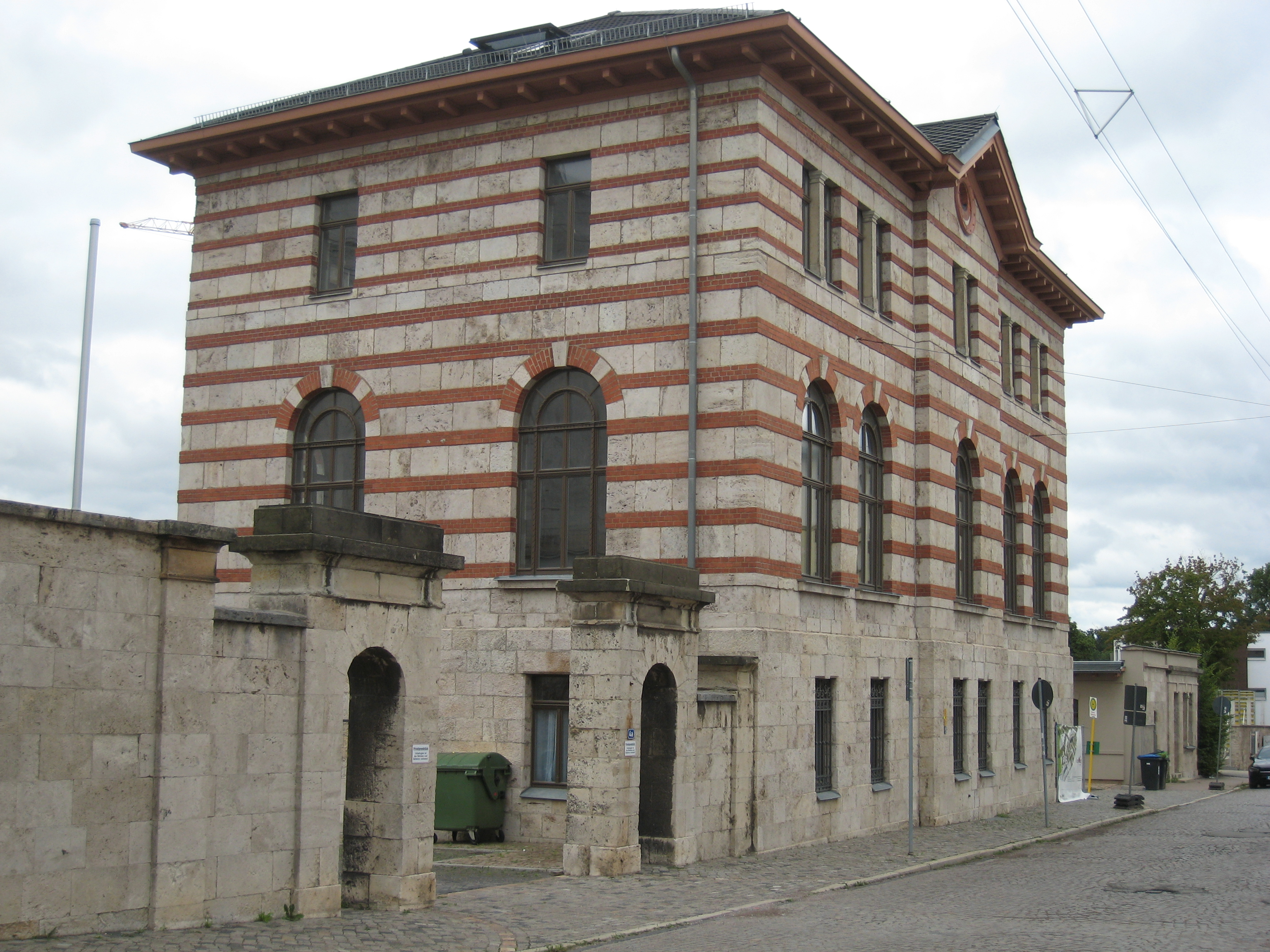
Verwaltungsgebäude im Neorenaissancestil (2021)
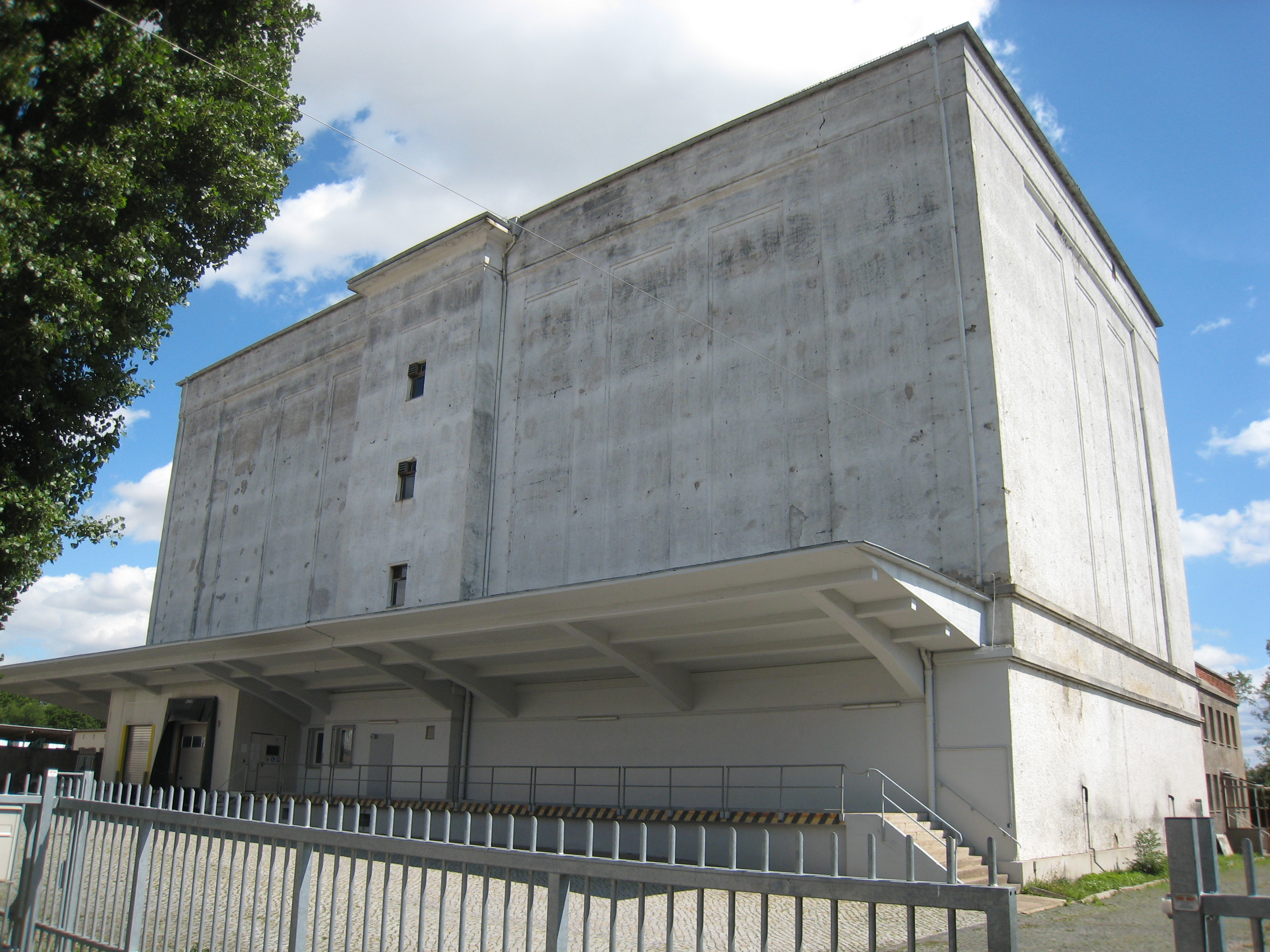
Kühlhaus (2021)
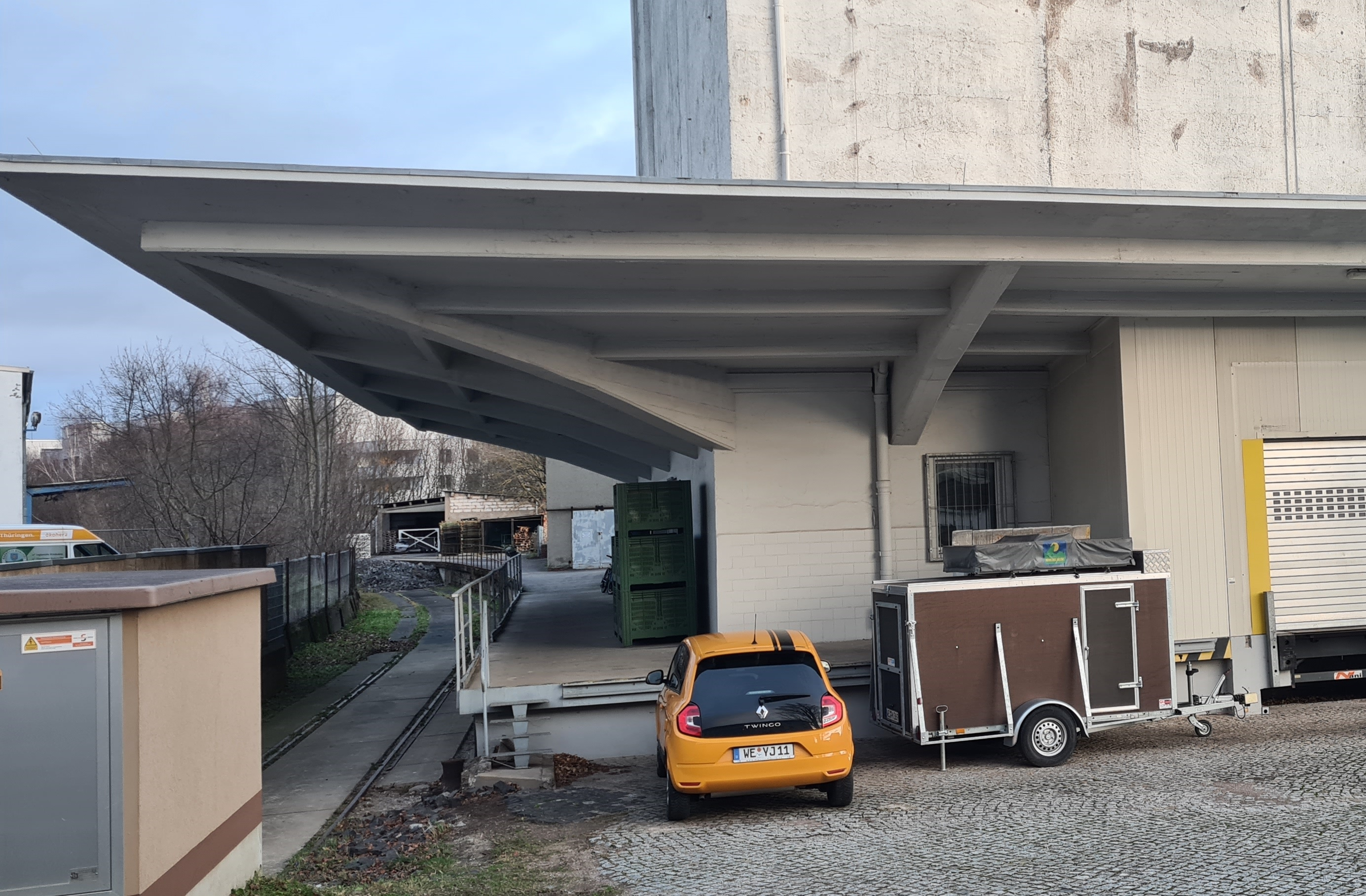
Kühlhaus Gleisanschluss (2023)
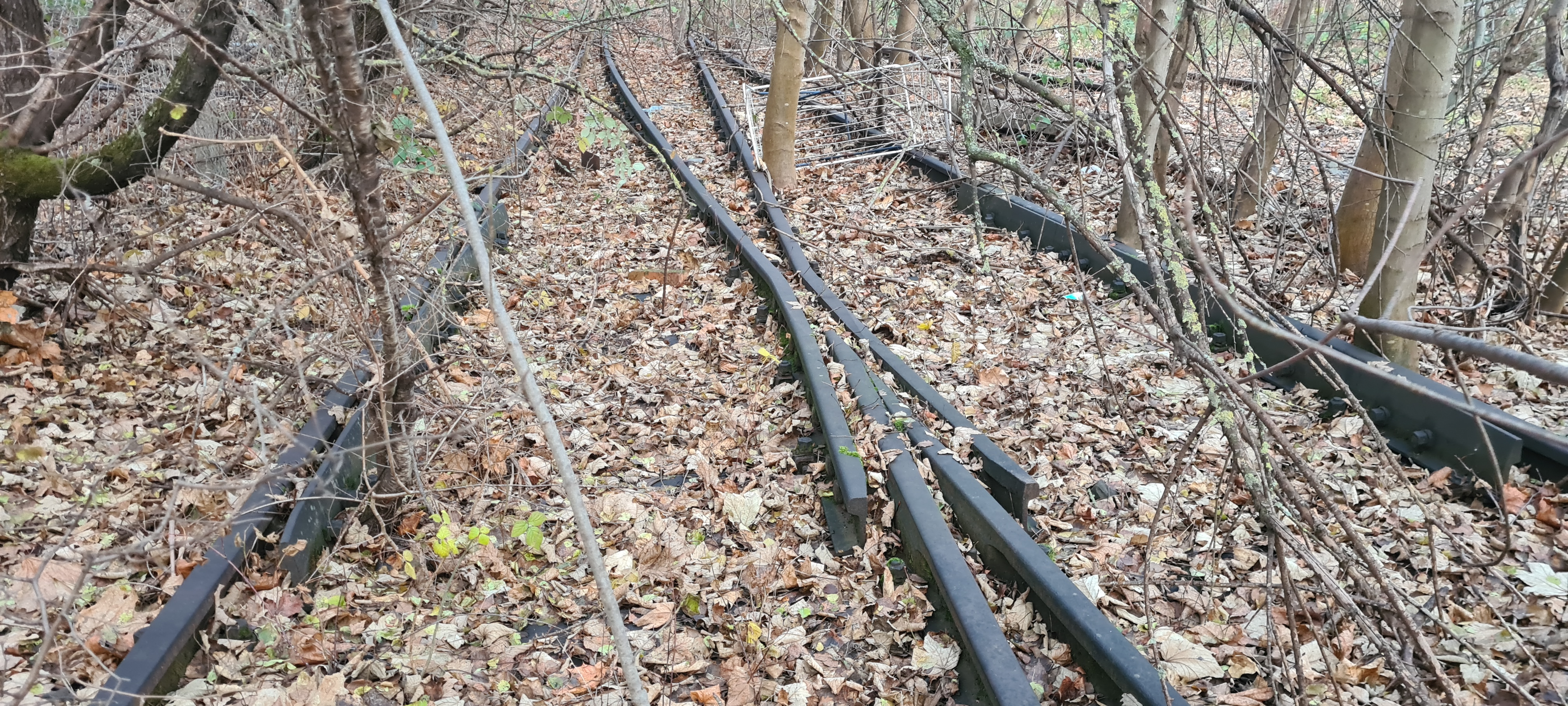
Gleise am Wolfgang-Borchert-Bogen in Weimar zum Kühlhaus Weimar (2023)